# Barfotalöpning

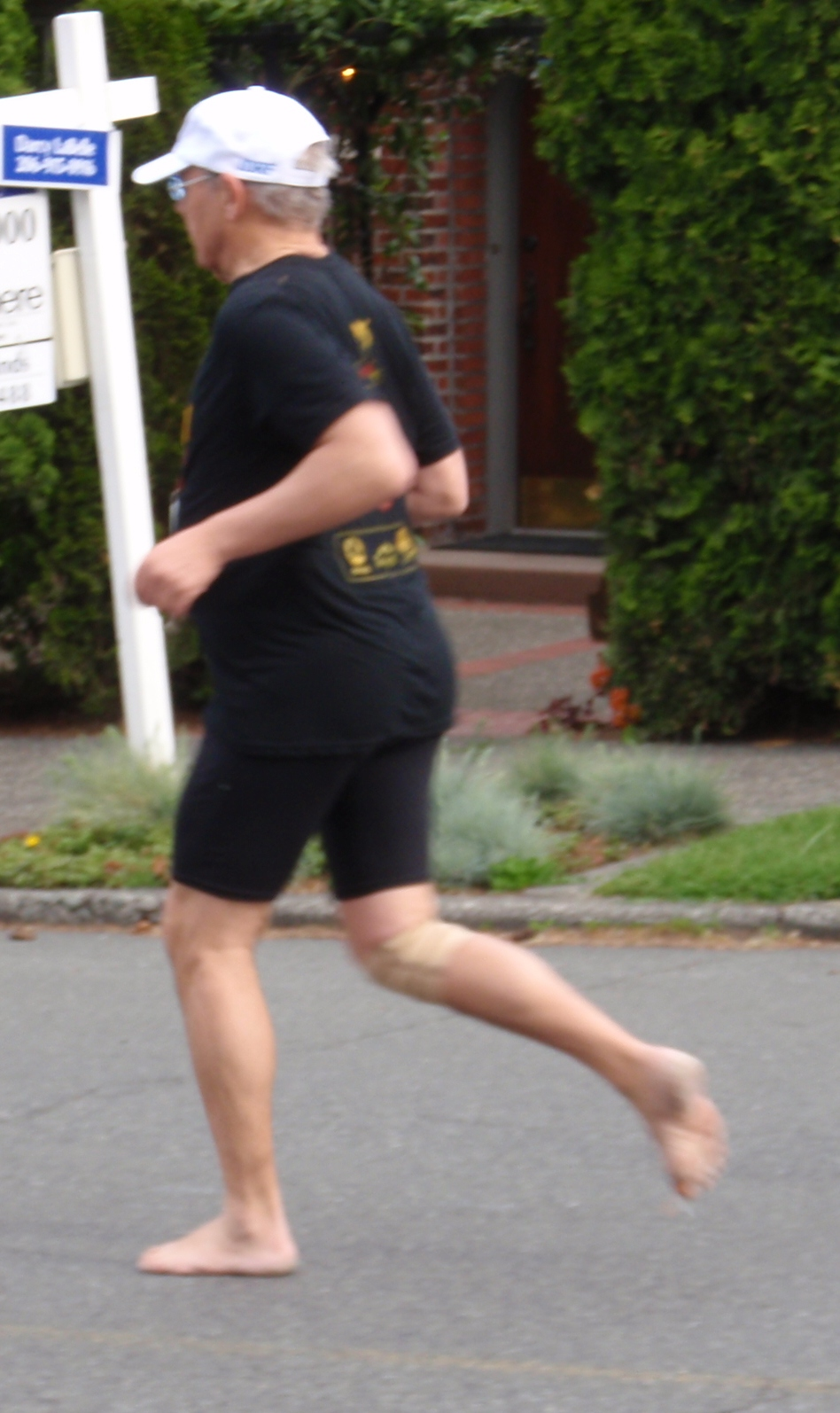
En barfotalöpare på asfalt

Barfotalöpning är löpning utan skor. Vetenskaplig forskning har inte uppnått samförstånd om riskerna och fördelarna med att springa barfota. Skor ger skydd från skärsår, blåmärken, och väder, men förespråkare för barfotalöpning hävdar att barfotalöpning ger fördelar och är hälsosammare genom att det minskar risken för kroniska skador (särskilt förslitningsskador) på grund av att löparskor vanligen har vadderad sula, upphöjd häl och hålfot.

## Teknik
Löpsteget förändras när man tar av sig skorna. Många löpare sätter i hälen först om de springer med löparskor. Springer man barfota tenderar man att flytta isättningen framåt på foten och istället landa på fram- eller mellanfoten. Förespråkare för barfotalöpning menar att detta ger ett bättre skydd mot skador eftersom foten då hjälper till med stötdämpningen samt att en framfota landning också innebär en mindre stöt. Det räcker emellertid inte med att ta av sig skorna för att få mindre kraftiga stötar vid landning, utan det verkar också kräva rätt teknik och erfarenhet.
Det finns löparskor som försöker kombinera fördelarna av att springa barfota med fördelarna som en sko kan ge i form av skydd, så kallade barfotaskor.

## Historia
Under den större delen av mänsklighetens historia har människan sprungit barfota eller med skor med tunna sulor, som mockasiner eller sandaler. Denna praxis fortsätter idag till exempel i Kenya och bland Tarahumaraindianerna i norra Mexiko.
Modern barfotalöpning fick ett första lyft vid OS 1960 i Rom, då Abebe Bikila från Etiopien vann maratonloppet barfota. Det finns två förklaringar till varför han sprang loppet barfota. Den ena berättar att Bikila hade ont eftersom han hade fått skor som var för små, så han bestämde sig för att helt enkelt köra barfota. Den andra (som Bikilas tränare styrker) säger att loppet gick så sent att asfalten inte längre var het och att Bikila då helt enkelt kunde springa barfota. Bikila hade tränat inför OS genom att springa barfota.
Den brittiske löparen Bruce Tulloh sprang barfota i många tävlingar på 1960-talet, och vann EM-guld 1962 på 5 000 meter.
På 1970-talet blev indiern Shivnath Singh känd för att springa barfota med bara tejp på fötterna. 1980-talets mest kända barfotalöpare var sydafrikanskan Zola Budd.
I början av 2000-talet har barfotalöpningen fått ett uppsving. Till exempel såg arrangörerna av New York Marathon 2010 en ökning av antalet barfotalöpare som deltog i evenemanget. Uppsvinget beror mycket på utgåvan av Christopher McDougalls bok Born to Run, som kom ut 2009. McDougall går hårt åt skoindustrin och hyllar "det naturliga löpsteget" som han hittar bland annat hos Tarahumara-indianerna.